# Ołeś Janczuk
Ołeś Janczuk (ur. 29 września 1956 w Fastowie) – ukraiński reżyser, producent i aktor, Ludowy Artysta Ukrainy.
W 1984 ukończył studia na wydziale filmowym KDITM pod kierunkiem H. Łysenki i A. Narodnickiego.

## Filmografia
- 1985: Wypadok u restorani (Випадок у ресторані)
- 1989: W dałeku dorohu (В далеку дорогу)
- 1991: Hołod-33 (Голод — 33)
- 1995: Atentat. Osinnie wbywstwo u Miuncheni (Атентат. Осіннє вбивство у Мюнхені)
- 2000: Neskorenyj (Нескорений)
- 2004: Zalizna sotnia (Залізна сотня)
- 2007: Władyka Andrej (Владика Андрей)
- 2008: Metropolita Andrzej